# Убийство Тюркан Фейзуллы
Убийство Тюркан Фейзуллы (тур. Türkân Feyzullah'ın öldürülmesi) — событие, произошедшее 26 декабря 1984 года. В этот день от рук болгарской милиции погибла девочка турецкого происхождения Тюркан Фейзулла (тур. Türkan Feyzullah, болг. Тюркян Фейзула), которую её мать держала на руках во время протеста против болгаризации турецкого меньшинства.

## Событие
24 декабря 1984 года в Млечино начались акции протеста против политики болгарского правительства по болгаризации и нарушений прав человека турок из НРБ. Мать Тюркан присутствовала на акциях протеста. Протесты продолжались до 26 декабря, когда они были жестоко подавлены болгарской милицией. Болгарские силовики открыли огонь по протестующим, пулями были ранены десятки человек, трое убиты. Среди погибших была Тюркан Фейзулла, которой тогда было 18 месяцев. Тюркан умерла мгновенно на руках у матери, когда в неё попала пуля. Её убийцу так и не арестовали.
По словам других очевидцев, она была раздавлена бронетранспортёром. Однако данное утверждение считается мифом, поскольку доказательства отсутствуют.
В то же время существует и альтернативная точка зрения. Так, бывший офицер госбезопасности Бончо Асенов заявил, что никакого убийства не было. По его утверждению, Тюркан была не убита, а затоптана толпой во время протестов из-за того, что её мать случайно уронила её.

## Последствия
Тюркан стала символом турецкого сопротивления болгаризации после её смерти. Ежегодно 26 декабря её поминают возле могилы. Несколько памятников Тюркан существуют как в Турции, так и в Болгарии. На месте события сооружены мемориальный фонтан и памятник, где ежегодно в день убийства проводятся памятные торжества.
Брат убитой девочки, Турхан Озтюрк, сказал в интервью о преследовании турецкого меньшинства в Болгарии следующее:

Они хотели уничтожить нашу турецкую идентичность. Сельские жители не молчали и вышли в знак протеста. Солдаты стреляли в беззащитных людей, а моя 18-месячная сестра была убита на руках моей матери. Это оставило глубокие шрамы на сердце моей матери. Всё это показало, что нельзя заставить людей забыть свои корни. Люди должны знать, что означает этот памятник, а потомки должны помнить.

## Память
В память о Тюркан в Бурсе установлен памятник.
Гибель Тюркан Фейзуллы упоминается в снятом в 2005 году фильме Радослава Спасова «Украденные глаза».